# Gavia palaeodytes
Gavia palaeodytes je prapovijesna vrsta ptice iz reda plijenora. Živjela je u ranom i srednjem miocenu. Nađena je na Floridi, u SAD-u. O njoj se zna iz nekih kostiju udova. Po proporcijama odoka je slična. Nijednoj drugoj živućoj vrsti nije slična, osim možda crvenogrlom plijenoru.